# Fiesta (datorspel)
Fiesta är ett gratis MMORPG (massive multiplayer online roleplaying game) som från början utvecklades av det koreanska företaget Ons On Soft och sedan av Outspark/Gamigo för lansering på den engelskspråkiga marknaden. Spelets mål är att gå upp i level (nivå) genom att få erfarenhetspoäng. Spelet innehåller flera olika städer bland annat nybörjarstaden som heter Roumen och där startar man sitt äventyr. Sedan kommer Elderine, spelets huvudstad. 

## Klasserna
När man skapar sin karaktär är det första man gör att välja kön och klass. Det finns fem olika klasser: Archer (bågskytt), Cleric (helare), Mage (magiker), Fighter (krigare) och Reaper (skördare).

### Fighter
Fighters är en motsvarighet till krigare. De använder sig av svärd och sköld och har väldigt starka attacker (skills). De har också väldigt starkt försvar och attackstyrka. De är väldigt effektiva mot archers. Efter fighters besegrar sig själva i strid så blir de cleverfighters (en andrastegsklass).

### Cleric
Clerics är helare. De använder klubba eller hammare. Om Clerics använder klubba så är de healers (helare) men använder de hammare är de fighterclerics (Clerics som slåss istället för att hela). Clerics kan också använda sköld. När Clerics har besegrat sig själva i strid så blir de High Cleric. Clerics är effektiva mot Mage.
Clerics blir HighClerics i lvl 20 efter man har besegrat sig själv i en fight.

### Mage
Mage är den klass som gör mest skada. Dock har de sämst Def (Defence) och Hp (Liv). De har också bäst magicdef (Magisk Def) vilket gör de mer motståndskraftiga gentemot magi. Det bästa med dem är att de kanske hinner döda en fiende innan den kan komma fram och skada din Mage. Mage är Dark elf/ elf. Mage använder trollstavar och mindre vapen som heter Wands på engelska. Wands skadar mest av dem, man kan byta till Wand i lvl 20. I lvl 20 blir Mages till WizMages efter besegrat sin skugga.

### Reaper
(information krävs)